# Henry Hyndman
Pour les articles homonymes, voir Mayers et Hyndman.
Henry Mayers Hyndman (7 mars 1842 - 20 novembre 1921) est un écrivain et homme politique britannique, et le fondateur de la Social Democratic Federation (Fédération social-démocrate) et du National Socialist Party (Parti socialiste national).

## Biographie
Fils d'un riche homme d'affaires, Hyndman naît à Londres. Il suit des cours à domicile, puis entre au Trinity College de Cambridge. Il obtient son diplôme en 1861, puis étudie le droit pendant deux ans avant de s'orienter vers le journalisme.
C'est un excellent joueur de criquet qui représente l'université de Cambridge et le Sussex comme batteur entre 1864 et 1865.
En 1866, Hyndman écrit sur la guerre italo-autrichienne pour la Pall Mall Gazette. Hyndman est horrifié par la réalité de la guerre et devient gravement malade après une visite sur le front. Hyndman rencontre les dirigeants du mouvement nationaliste italien pour lequel il éprouve une certaine sympathie.
En 1869, Hyndman fait le tour du monde, et visite les États-Unis, l’Australie et plusieurs pays européens. Il continue à écrire pour la Pall Mall Gazette, où il fait l’éloge de l’impérialisme britannique et critique les partisans du « Home Rule » pour l’Irlande. Hyndman est aussi très hostile aux expériences de démocratie qui ont lieu aux États-Unis.
Hyndman décide de se lancer en politique, mais, en l’absence d’un parti qui'il puisse pleinement soutenir, il choisit de se présenter comme indépendant pour la circonscription de Marylebone aux élections générales de 1880. Accusé d’être un conservateur par William Gladstone, Hyndman recueille peu de soutien de l’électorat et, prévoyant une défaite certaine, il se retire du scrutin.
Peu après les élections, Hyndman lit une nouvelle basée sur la vie de Ferdinand Lassalle. Il se passionne alors pour Lassalle qu'il considère comme un héros romantique tué au cours d'un duel en 1864. Il découvre que Lassalle a été socialiste, alternativement ami et adversaire de Karl Marx. Hyndman lit le Manifeste du parti communiste et, bien qu’il ait des doutes sur la pensée de Marx, il reste grandement impressionné par son analyse du capitalisme.
Hyndman décide alors de former le premier parti politique socialiste en Grande-Bretagne. La Social Democratic Federation (SDF) tient son premier meeting le 7 juin 1881. De nombreux socialistes sont conscients que Hyndman, par le passé, s'est opposé aux idées socialistes, mais celui-ci les persuade qu’il a changé d'avis. William Morris, George Lansbury et la fille de Karl Marx, Eleanor Marx rejoignent la SDF. Cependant Friedrich Engels, ami et collaborateur de Marx, refuse de soutenir l’initiative de Hyndman.
Pour promouvoir la SDF, Hyndman écrit England for All en 1881, une tentative d'expliquer les idées de Marx. Cet ouvrage est suivi de Socialism Made Plain en 1883, qui expose la ligne politique de la SDF. Entre autres, la SDF demande le suffrage universel et la nationalisation des moyens de production et de distribution. La SDF édite aussi Justice, dirigé par le journaliste Henry Hyde Champion.
Bien que Hyndman soit un écrivain et orateur talentueux, de nombreux membres de la SDF remettent en cause ses capacités de direction. Il est extrêmement autoritaire et essaie de restreindre le débat interne sur la politique du parti. Lors d’un meeting de la SDF le 27 décembre 1884, l’exécutif vote à 10 contre 8 une motion de censure à l'encontre de Hyndman. Comme il refuse de se retirer, certains membres, dont William Morris et Eleanor Marx, quittent le parti.
Aux élections générales de 1885, Hyndman et Henry Hyde Champion, sans consulter leurs camarades, acceptent 340 £ du parti conservateur pour présenter des candidats parlementaires à Hampstead et Kensington. L'objectif est de diviser le vote du parti libéral et donc permettre au candidat conservateur de l’emporter. Le stratagème échoue, et les deux candidats de la SDF obtiennent seulement 59 voix en tout. L’affaire est divulguée, et la réputation politique de ces deux hommes qui veulent l'« or des Tory » est entachée.
Hyndman continue à diriger la SDF et prend part aux négociations pour établir le Labour Representation Committee en 1900. Cependant, la SDF quitte le LRC quand il devient clair qu’il dévie de ses objectifs initiaux. En 1911, il fonde le British Socialist Party (BSP) lorsque la SDF fusionne avec plusieurs branches de l'Independent Labour Party.
Hyndman suscite la désapprobation des membres du BSP en soutenant l'implication du Royaume-Uni dans la Première Guerre mondiale. Le parti se scinde en deux. Hyndman forme de son côté le National Socialist Party en 1916 accompagné d'Adolphe Smith et en reste le chef jusqu'à sa mort à Hampstead, où le bâtiment (Nº 13 Well Walk) est marqué d'une blue plaque.
En 1917, il est hostile à la révolution d'Octobre et soutient l'intervention militaire du Royaume-Uni.